# Boophis pauliani
Boophis pauliani és una espècie de granota de la família dels mantèl·lids endèmica de Madagascar.